# Kritsada Kaman
Kritsada Kaman (thailändisch พัชรพล อินทนี, * 18. März 1999 in Trat) ist ein thailändischer Fußballspieler.

## Karriere

### Verein
Kritsada Kaman erlernte das Fußballspielen in der Jugendmannschaft des Erstligisten Chonburi FC. Der Verein aus Chonburi spielte in der höchsten thailändischen Liga, der Thai Premier League. Hier unterschrieb er 2015 auch seinen ersten Profivertrag. Von 2015 bis 2016 wurde er an den Drittligisten Phanthong FC ausgeliehen. 2017 kehrte er nach der Ausleihe nach Chonburi zurück. Nach Ende der Saison 2021/22 wurde er zum Nachwuchsspieler des Jahres gewählt. Nach 142 Ligaspielen wechselte Kaman Ende Dezember 2023 für eine Ablösesumme von 789.000 Euro zum ebenfalls in der ersten Liga spielenden BG Pathum United FC. Am 16. Juni 2024 stand er mit BG im Finale des Thai League Cup. Hier gewann man durch ein Tor von Teerasil Dangda gegen Muangthong United mit 1:0.

### Nationalmannschaft
2014 spielte Kritsada Kaman zweimal in der U-16-Nationalmannschaft. Von 2016 bis 2018 spielte er 22-mal für die thailändische U-19. Einmal lief er 2017 für die U-21-Nationalelf auf. Von 2020 bis 2022 spielte er siebenmal für die U-23. Sein Debüt in der A-Nationalmannschaft gab er am 5. Dezember 2021 in einem Gruppenspiel der Südostasienmeisterschaft 2021 gegen Osttimor. Das Finale gegen Indonesien wurde mit insgesamt 6:2 gewonnen. Ein Jahr später stand er erneut im Endspiel der Südostasienmeisterschaft. Hier konnte man sich in den beiden Endspielen gegen Vietnam mit insgesamt 3:2 durchsetzen.

## Erfolge

### Verein
BG Pathum United FC
- Thailändischer Ligapokalsieger: 2023/24

### Nationalmannschaft
Thailand U19
- AFF U-19 Youth Championship: 2017

Thailand
- Südostasienmeisterschaft: 2021, 2022

## Auszeichnungen
Thai League
- Nachwuchsspieler des Jahres: 2022